# Серен Кольдінг
Серен Кольдінг (дан. Søren Colding, нар. 2 вересня 1972, Фредеріксберг) — данський футболіст, що грав на позиції захисника.
Виступав, зокрема, за клуби «Брондбю», у складі якого — триразовий чемпіон Данії та дворазовий володар кубка країни, а також національну збірну Данії, у складі якої був учасником ЧС-1998 та Євро-2000.

## Клубна кар'єра
У дорослому футболі дебютував 1991 року виступами за команду клубу «Фрем», в якій провів два сезони, взявши участь у 38 матчах чемпіонату. 
Своєю грою за цю команду привернув увагу представників тренерського штабу клубу «Брондбю», до складу якого приєднався 1993 року. Відіграв за команду з Брондбю наступні сім сезонів своєї ігрової кар'єри. Більшість часу, проведеного у складі «Брондбю», був основним гравцем захисту команди. За ці роки тричі ставав чемпіоном Данії та двічі виграв Кубок країни.
2000 року перейшов до німецького «Бохума», за який відіграв 6 сезонів. Граючи у складі «Бохума» також здебільшого виходив на поле в основному складі команди. Завершив професійну кар'єру футболіста виступами за команду «Бохум» у 2006 році.

## Виступи за збірні
1992 року залучався до складу молодіжної збірної Данії. На молодіжному рівні зіграв у 2 офіційних матчах.
1996 року дебютував в офіційних матчах у складі національної збірної Данії. Протягом кар'єри у національній команді, яка тривала 9 років, провів у формі головної команди країни 27 матчів.
У складі збірної був учасником чемпіонату світу 1998 року у Франції, чемпіонату Європи 2000 року у Бельгії та Нідерландах.

## Титули і досягнення
- Чемпіон Данії (3):

«Брондбю»: 1995-1996, 1996-1997, 1997-1998
- Володар Кубка Данії (2):

«Брондбю»:  1993-1994, 1997-1998
- Володар Суперкубка Данії (3):

«Брондбю»:  1994, 1996, 1997